# Gradonačelnici za mir
Gradonačelnici za mir (engl. Mayors for Peace) međunarodna je mirotvorna organizacija koja se zalaže za zabranu i razoružavanje nuklearnog oružja. 

## Povijest
Osnovao ju je 1982. godine tadašnji gradonačelnik Hirošime Takeshi Araki, jedan od preživjelih građana Hirošime, s ciljem borbe protiv razorne moći nuklearnog oružja i u spomen na 140.000 poginulih sugrađana.
Gradonačelnici za mir 2010. su potpisali i predstavili Hirošima-Nagasaki protokol, prema kojemu su se obvezali na uništenje sveg nuklearnog oružja do 2020. godine, u sklopu međunarodne inicijative 2020 Vision Campaign za međunarodno nuklearno razoružavanje.
Godine 2011. organizacija je bila predložena za Nobelovu nagradu za mir. Do rujna 2015. organizacija je imala 6.800 članova u 161 državi svijeta.

## Vanjske poveznice
- Službene internetske stranice (engl.) (jap.)